# Sun Tiantian
Sun Tiantian (chinesisch 孫甜甜 / 孙甜甜, Pinyin Sūn Tiántián; * 12. Oktober 1981 in Zhengzhou, Henan) ist eine ehemalige chinesische Tennisspielerin.

## Karriere
Sun Tiantian wurde 1999 Tennisprofi. Zunächst spielte sie auf Challenger-Turnieren, doch bald auch auf der WTA Tour, auf der sie 2006 in Taschkent ihren einzigen Titelgewinn im Einzel feierte. Sie besiegte dort im Finale die Usbekin Iroda Toʻlaganova mit 6:2 und 6:4.
Wesentlich erfolgreicher war Sun im Doppel. Sie gewann neben 13 ITF- auch 11 WTA-Doppeltitel. Den größten Triumph ihrer Karriere feierte sie 2004 bei den Olympischen Spielen in Athen. Mit ihrer ständigen Doppelpartnerin Li Ting besiegte sie die spanische Paarung Conchita Martínez und Virginia Ruano Pascual im Finale glatt mit 6:3, 6:3.
Ihr einziger Titelgewinn bei einem Grand-Slam-Turnier gelang ihr 2008 in der Mixed-Konkurrenz der Australian Open an der Seite von Nenad Zimonjić. Ende 2009 wurde sie in der Doppel-Weltrangliste nur noch auf Position 79 geführt, ihre beste Platzierung war Rang 16. Seit Oktober 2009 ist sie auf der Damentour nicht mehr angetreten.
Von April 2001 bis Februar 2009 spielte Sun Tiantian für die chinesische Fed-Cup-Mannschaft, für die sie bei zehn Niederlagen 16 Siege beisteuerte.

## Turniersiege

### Einzel
| Nr. | Datum              | Turnier           | Kategorie   | Belag     | Finalgegnerin     | Ergebnis      |
| --- | ------------------ | ----------------- | ----------- | --------- | ----------------- | ------------- |
| 1.  | 10. September 2000 | Zhejiang          | ITF $10.000 | Hartplatz | Zheng Jie         | 6:2, 6:2      |
| 2.  | 17. September 2000 | Hohhot            | ITF $10.000 | Sand      | Ding Ding         | 6:4, 6:3      |
| 3.  | 17. Juni 2001      | Seoul             | ITF $10.000 | Hartplatz | Choi Jin-young    | 3:6, 6:3, 6:1 |
| 4.  | 25. Juni 2001      | Incheon           | ITF $10.000 | Hartplatz | Chung Yang-jin    | 6:4, 6:3      |
| 5.  | 14. April 2002     | Ho-Chi-Minh-Stadt | ITF $25.000 | Hartplatz | Jeon Mi-ra        | 6:3, 6:4      |
| 6.  | 11. August 2002    | Peking            | ITF $25.000 | Hartplatz | Rika Fujiwara     | 6:3, 6:0      |
| 7.  | 8. Oktober 2006    | Taschkent         | WTA Tier IV | Hartplatz | Iroda Toʻlaganova | 6:2, 6:4      |

### Doppel
| Nr. | Datum              | Turnier       | Kategorie         | Belag           | Partnerin  | Finalgegnerinnen                         | Ergebnis         |
| --- | ------------------ | ------------- | ----------------- | --------------- | ---------- | ---------------------------------------- | ---------------- |
| 1.  | 16. April 2000     | Shenyang      | ITF $10.000       | Hartplatz       | Chen Yan   | Chen Yin Qi Tuo                          | 6:2, 6:4         |
| 2.  | 10. September 2000 | Zhejiang      | ITF $10.000       | Hartplatz       | Chen Yan   | Yan Zi Zheng Jie                         | 6:3, 7:5         |
| 3.  | 17. September 2000 | Hohhot        | ITF $10.000       | Sand            | Chen Yan   | Ding Ding Yan Tang                       | 6:0, 6:3         |
| 4.  | 27. Januar 2002    | Hull          | ITF $10.000       | Hartplatz       | Zheng Jie  | Claire Curran Elsa O’Riain               | 7:64, 7:5        |
| 5.  | 11. August 2002    | Peking        | ITF $25.000       | Hartplatz       | Li Ting    | Yan Zi Zheng Jie                         | 7:5, 6:3         |
| 6.  | 23. Februar 2003   | Columbus      | ITF $25.000       | Hartplatz       | Li Ting    | Bruna Colósio Joana Cortez               | 6:3, 6:1         |
| 7.  | 2. März 2003       | St. Paul      | ITF $50.000       | Hartplatz       | Li Ting    | Teryn Ashley Abigail Spears              | 6:3, 6:1         |
| 8.  | 30. März 2003      | Atlanta       | ITF $25.000       | Hartplatz       | Li Ting    | Leanne Baker Francesca Lubiani           | 4:6, 6:4, 6:4    |
| 9.  | 14. Juni 2003      | Wien          | WTA Tier III      | Sand            | Li Ting    | Yan Zi Zheng Jie                         | 6:3, 6:4         |
| 10. | 29. Juni 2003      | Fontanafredda | ITF $25.000       | Sand            | Li Ting    | Marija Gesnenge Dragana Zarić            | 6:4, 6:3         |
| 11. | 20. Juli 2003      | Modena        | ITF $50.000       | Sand            | Li Ting    | Rika Fujiwara Trudi Musgrave             | 3:6, 7:5, 7:5    |
| 12. | 2. November 2003   | Québec        | WTA Tier III      | Teppich (Halle) | Li Ting    | Els Callens Meilen Tu                    | 6:3, 6:3         |
| 13. | 9. November 2003   | Pattaya       | WTA Tier V        | Hartplatz       | Li Ting    | Wynne Prakusya Angelique Widjaja         | 6:4, 6:3         |
| 14. | 7. Dezember 2003   | Changsha      | ITF $50.000       | Hartplatz       | Li Ting    | Yan Zi Zheng Jie                         | 6:4, 6:2         |
| 15. | 14. Dezember 2003  | Shenzhen      | ITF $50.000       | Hartplatz       | Li Ting    | Yan Zi Zheng Jie                         | 6:3, 3:6, 6:4    |
| 16. | 22. August 2004    | Athen         | Olympische Spiele | Hartplatz       | Li Ting    | Conchita Martínez Virginia Ruano Pascual | 6:3, 6:3         |
| 17. | 3. Oktober 2004    | Guangzhou     | WTA Tier III      | Hartplatz       | Li Ting    | Yang Shujing Ying Yu                     | 6:4, 6:1         |
| 18. | 1. Mai 2005        | Estoril       | WTA Tier IV       | Sand            | Li Ting    | Michaëlla Krajicek Henrieta Nagyová      | 6:3, 6:1         |
| 19. | 21. August 2005    | Bronx         | ITF $50.000       | Hartplatz       | Li Ting    | Tazzjana Putschak Nastassja Jakimawa     | 2:6, 6:2, 6:4    |
| 20. | 12. Februar 2006   | Pattaya       | WTA Tier IV       | Hartplatz       | Li Ting    | Yan Zi Zheng Jie                         | 3:6, 6:1, 7:65   |
| 21. | 7. Mai 2006        | Estoril       | WTA Tier IV       | Sand            | Li Ting    | Gisela Dulko María Sánchez Lorenzo       | 6:2, 6:2         |
| 22. | 1. Oktober 2006    | Guangzhou     | WTA Tier III      | Hartplatz       | Li Ting    | Vania King Jelena Kostanić               | 6:4, 2:6, 7:5    |
| 23. | 7. Oktober 2007    | Tokio         | WTA Tier III      | Hartplatz       | Yan Zi     | Chuang Chia-jung Vania King              | 1:6, 6:2, [10:6] |
| 24. | 14. Oktober 2007   | Bangkok       | WTA Tier III      | Hartplatz       | Yan Zi     | Ayumi Morita Junri Namigata              | kampflos         |
| 25. | 9. März 2008       | Bangalore     | WTA Tier II       | Hartplatz       | Peng Shuai | Chan Yung-jan Chuang Chia-jung           | 6:4, 5:7, [10:8] |

### Mixed
| Nr. | Datum           | Turnier         | Kategorie  | Belag     | Partner        | Finalgegner                 | Ergebnis  |
| --- | --------------- | --------------- | ---------- | --------- | -------------- | --------------------------- | --------- |
| 1.  | 27. Januar 2008 | Australian Open | Grand Slam | Hartplatz | Nenad Zimonjić | Mahesh Bhupathi Sania Mirza | 7:64, 6:4 |